# Scottish Premiership
Scottish Premiership, cunoscut sub numele de Cinch Premiership din motive de sponsorizare, este divizia superioară pentru cluburile profesioniste de fotbal masculin din Scoția. Scottish Premiership a fost înființată în iulie 2013, după ce s-a înființat Scottish Professional Football League, format printr-o fuziune a Scottish Premier League și Scottish Football League. 12 echipe participă în această divizie, fiecare echipă jucând 38 de meciuri pe sezon. Șaisprezece cluburi au jucat în Premiership de la crearea sa în sezonul 2013-2014. Celtic este actuala campioană a ligii, după ce a câștigat Premiership în sezonul 2024–25.

## Format
Fiecare echipă întâlnește celelalte 11 cluburi de câte trei ori, disputându-se astfel 33 de etape. Apoi, cele mai bine clasate șase merg în play-off, iar celelalte șase joacă în play-down. Aici, fiecare echipă mai dispută cinci meciuri, ajungând astfel la un total de 33 de partide de-a lungul sezonului.
Clubul aflat pe ultimul loc în Premiership la sfârșitul sezonului este retrogradat și schimbă locurile cu câștigătoarea Championship, cu condiția ca aceasta să îndeplinească criteriile de înscriere în Premiership. Odată cu crearea SPFL, play-off-urile pentru promovare și retrogradare au fost introduse pentru prima dată în șaptesprezece ani. Echipa de pe locul 11 în Premiership joacă împotriva câștigătoarei play-off-ului din Championship, în dublă manșă, învingătoarea din acest baraj urmând să evolueze în Premiership în sezonul următor.

## Clasamentul UEFA
Coeficientul UEFA pe 2020
- 15  (18)  Prima Divizie Cipriotă
- 16  (20)  Scottish Premiership
- 17  (14)  Superliga Greacă
- 18  (19)  Superliga Serbiei
- 19  (15)  Prva HNL
- 20  (17)  Superliga Elvețiană

## Campioane

#### Scottish Premiership (2014-prezent)
| - 2013/14 : Celtic - 2014/15 : Celtic - 2015/16 : Celtic - 2016/17 : Celtic | - 2017/18 : Celtic - 2018/19 : Celtic - 2019/20 : Celtic - 2020/21 : Rangers | - 2021/22 : Celtic - 2022/23 : Celtic - 2023/24 : Celtic - 2024/25 : Celtic |